# Rose, Kalabrien
Rose är en ort och kommun i provinsen Cosenza i regionen Kalabrien i Italien. Kommunen hade 4 395 invånare (2018).